# San Antonio, Palenque
San Antonio är en ort i Mexiko.   Den ligger i kommunen Palenque och delstaten Chiapas, i den sydöstra delen av landet, 800 km öster om huvudstaden Mexico City. San Antonio ligger 717 meter över havet och antalet invånare är 353.
Terrängen runt San Antonio är huvudsakligen kuperad, men söderut är den bergig. San Antonio ligger uppe på en höjd. Runt San Antonio är det ganska tätbefolkat, med 54 invånare per kvadratkilometer. Närmaste större samhälle är Río Jordán, 2,9 km söder om San Antonio. I omgivningarna runt San Antonio växer i huvudsak städsegrön lövskog.